# Стрілка Васильєвського острова
Стрілка Васильєвського острова — східний кінець Васильєвского острова у Санкт-Петербурзі; один із найвідоміших архітектурних ансамблів міста та приклад гармонії архітектури міста з пейзажем берегів Неви.

## Історія

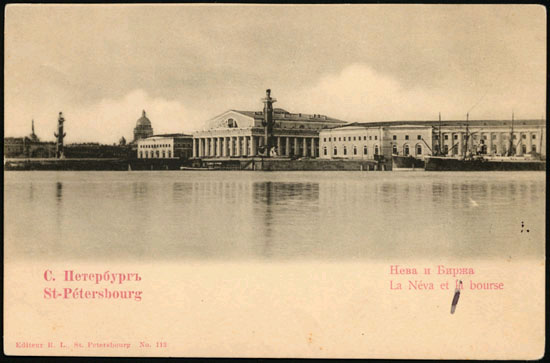
Стрілка Васильєвського острова

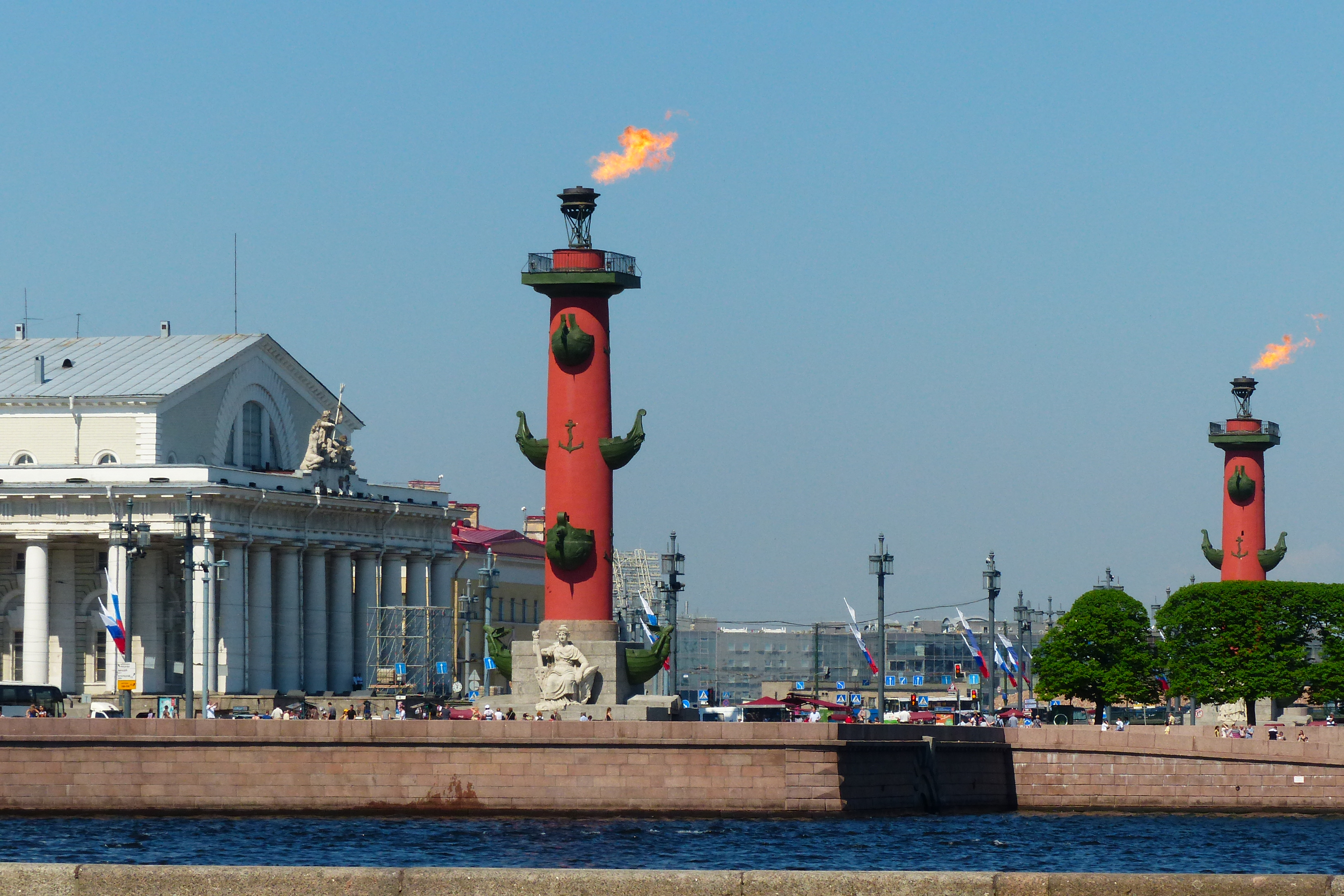
Ростральна колонна і Палацовий міст

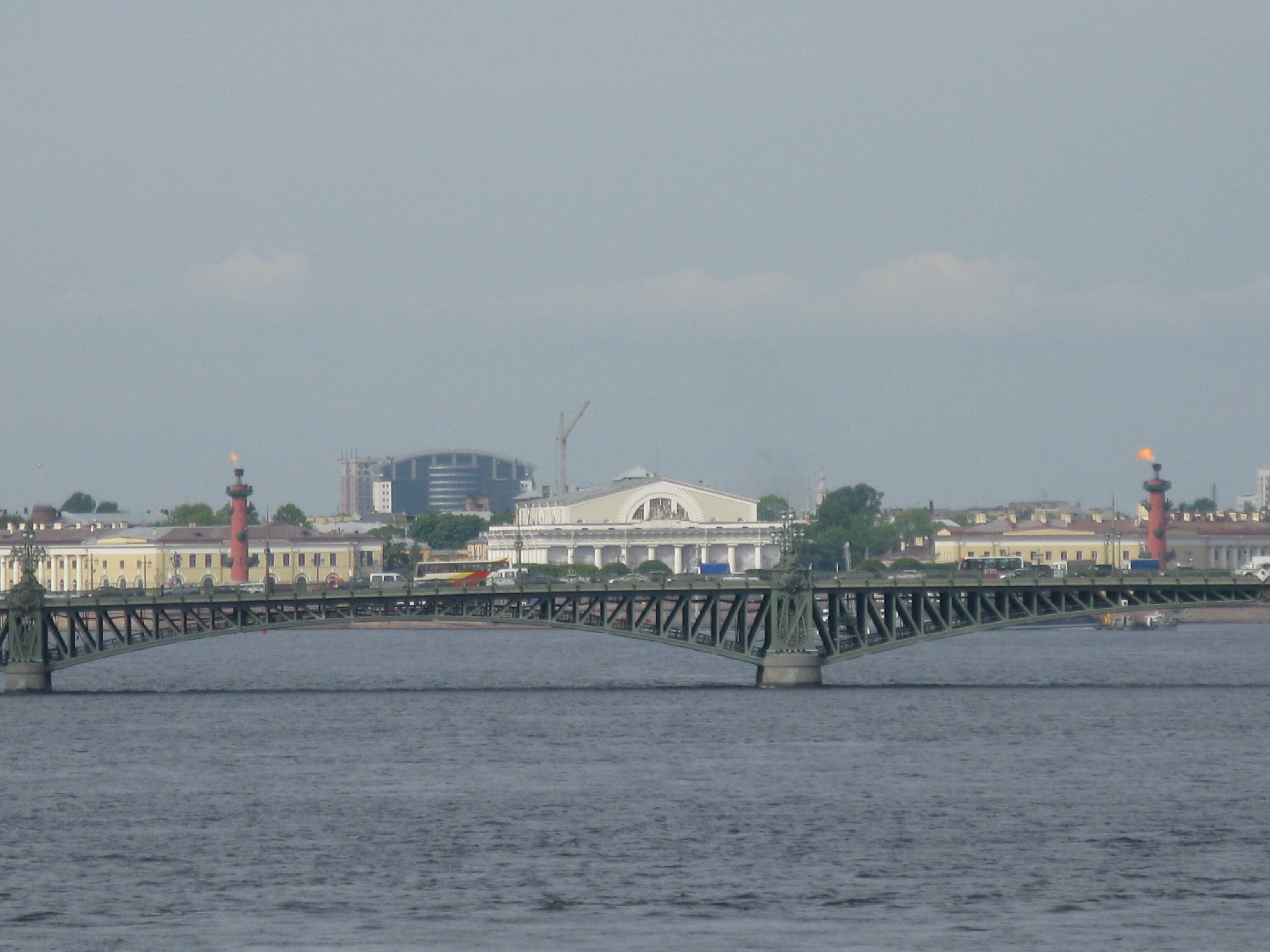
Вид на Стрілку Васильєвського острова з Літейного мосту (2008 рік)

Васильєвський острів почав забудовуватися ще у петровські часи. У 1716 році було затверджено проєкт архітектора Доменіко Трезіні, згідно із яким тут мала з'явитися замкнута трапецієподібна площа, оточена за периметром житловими будинками. Проте невдовзі Петро І вирішив зробити стрілку культурним та діловим центром міста. Для цього Трезіні у 1719—1721-х рр. створив новий проєкт, що передбачав побудову урядових споруд — будівлі Дванадцяти колегій, а також біржі, гостиного двору і собору.
На початку 1720-х рр. уздовж Великої Неви були закладені фундаменти під Кунсткамеру та палац цариці Прасковії Федорівни, який з 1727 року був переданий Академії наук. Проте північний берег лишався менш благоустроєним портовим районом. Тут уздовж Малої Неви за проєктом Трезіні спорудили Гостиний двір (1722—1735, зберігся фрагмент), а також будинки Апраксіних, Демидових, Наришкіних, Лопухіних. У 1730-х рр. сюди був переведений порт і в цих будівлях розмістилися біржа, митниця та склади товарів. Між академічним і торговим комплексами знаходилася обширна неблагоустроєна територія.

### Архітектурний ансамбль Стрілки
У 1750-х рр. посередині площі за проєктом І.Я. Шумахера було встановлено спеціальний павільйон для Готторпського глобусу. Згідно із планом 1767 року, затвердженим Комісією про кам'яну будівлю Санкт-Петербурга і Москви, пуста територія мала бути оформлена у підковоподібну площу. За 6 років (з 1783 по 1789 роки) за проєктом Джакомо Кваренгі на березі Великої Неви було споруджену головну будівлю Академії наук, а також увігнуту частину північного пакгаузу (1795—1797).
У 1805—1810 рр. архітектор Тома де Томон збудував на пустій площі між цими ділянками будівлю нової Біржі, що відповідала вимогам зростаючої економіки Росії. Велична будівля виконана у стилі античних храмів. Перед будівлею архітектор встановив дві Ростральні колонни зі статуями морських божеств біля підніжжя. Ансамбль завершують споруджені у 1826—1832 рр. архітектором І.Ф. Лукіні будівлі північного і південного пакгаузів, що розходяться крилами від Біржі, та митниці.
У 1899—1900 рр. розглядалася можливість спорудження Концертної зали на насипному продовженні стрілки. Проєкт розробили архітектори Василь Шене та В.І. Чагін; за їх планом між Зимовим палацом і Петропавлівською фортецею  мала постати монументальна будівля у стилі модерн, увінчана об'ємною короною. Проєкт так і не був реалізований, оскільки вважали, що будівля буде дисонувати з навколишньою забудовою.

## Зміна панорами Стрілки Васильєвського острова у 2008 році
У 2008 році історичний образ Стрілки Васильєвського острова був, на думку спеціалістів, невиправно спотворений будівництвом висотних споруд в районі ДК імені Кірова. Коли в травні 2008 року з цього приводу почався скандал і міська громада назвала це будівництво «містобудівним злочином», уряд Санкт-Петербурга запропонував забудовнику, якому раніше було видано дозвіл на будівництво, зменшити кількість поверхів новобудови. Забудовник відмовився це зробити і заявив, що інакше звернеться до суду.

Окрім цього будівництва існує також проєкт «Морський фасад», який може призвести до ще гірших наслідків для гармонії архітектурного ансамблю Стрілки Васильєвського острова.

## Примітки

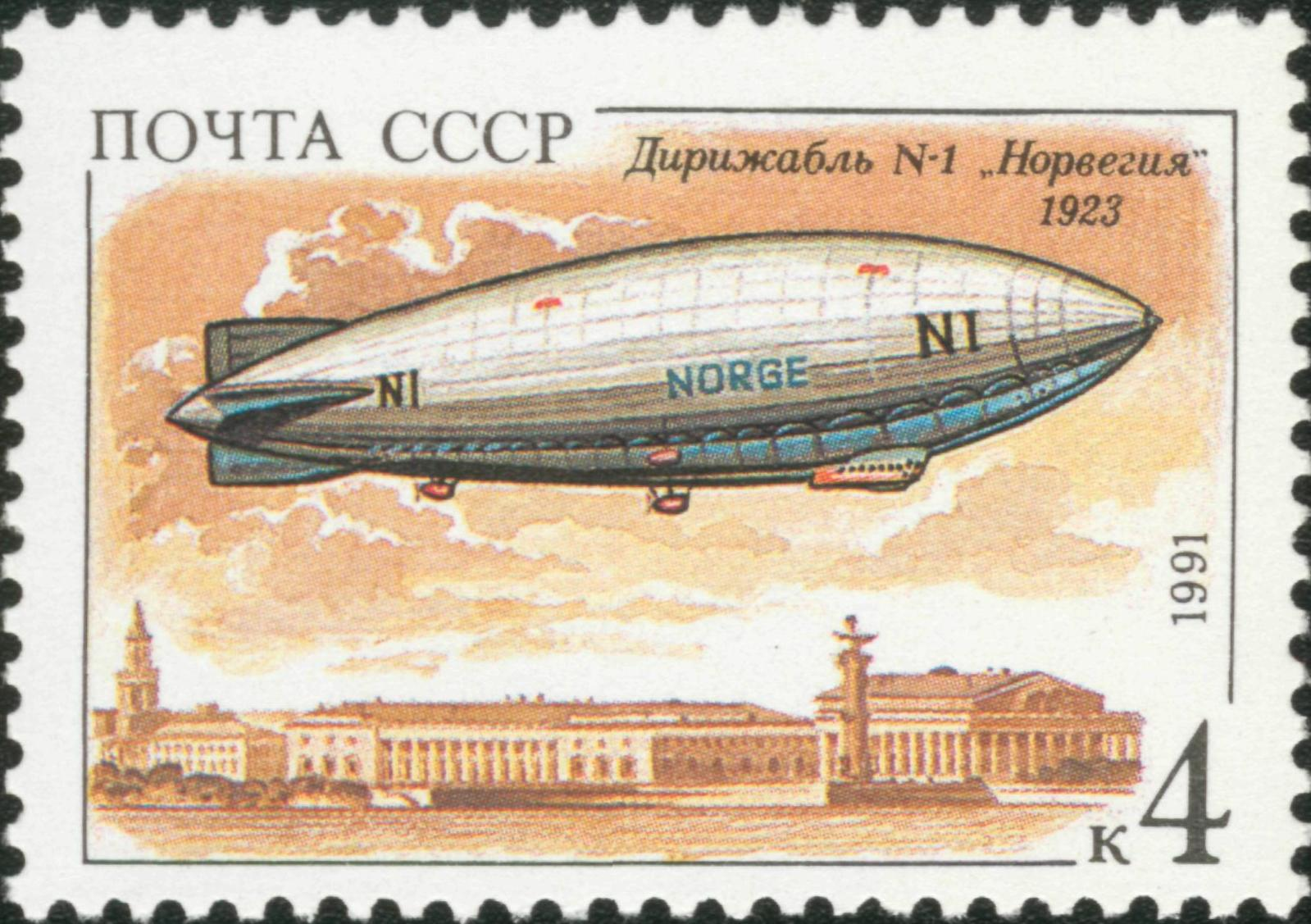
Марка із зображенням полярного дирижабля «Норге» над Стрілкою Васильєвського острова